# UNdata
UNdata es un motor de búsqueda en Internet que recupera series de datos de bases de datos estadísticas proporcionadas por el sistema de las Naciones Unidas. UNdata se lanzó en febrero de 2008. Es un producto de la División de Estadísticas de las Naciones Unidas (UNSD) desarrollado en colaboración con la Estadística de Suecia y la Agencia Sueca Internacional de Cooperación para el Desarrollo (ASID).
UNdata permite buscar y descargar una variedad de recursos estadísticos que cubren las siguientes áreas: educación, empleo, energía, medio ambiente, alimentación y agricultura, salud, desarrollo humano, industria, tecnología de la información y comunicación, cuentas nacionales, población, refugiados, comercio y turismo.
UNdata ha aparecido en CNET TV y listado como Best Of The Internet en PC Magazine.
UNdata está listado en el Registry of Research Data Repositories re3data.org.